# David Canal
David Canal, född den 7 december 1978 i Barcelona är en spansk friidrottare som tävlar i kortdistanslöpning främst på 400 meter.
Canal deltog vid Olympiska sommarspelen 2000 men blev då utslagen redan i försöken. Samma år slutade han tvåa vid inomhus EM i Gent. Vid inomhus VM 2001 var han i final och slutade på en fjärde plats. Under 2002 kom han största framgång då han blev silvermedaljör på 400 meter vid EM i München på tiden 45,24.
Vid VM 2003 i Paris blev han utslagen i semifinalen och vid Olympiska sommarspelen 2004 misslyckades han att ta sig vidare från försöken. Han deltog även på 200 meter där han tog sig till kvartsfinal innan det tog stopp.
Hans senaste framgång var när han slutade tvåa på 400 meter vid inomhus-EM i Madrid 2005.

## Personliga rekord
- 200 meter - 20,68
- 400 meter - 45,01